# Дело о маршруте номер 300

Агенты Шабак ведут одного из арестованных боевиков НФОП

Автобус по маршруту 300 («Кав 300») — террористический акт в Израиле 12 апреля 1984 года, когда четыре боевика из палестинской группировки НФОП захватили заполненный пассажирами автобус. В результате теракта погибла военнослужащая Ирит Португез и все террористы. Позднее разразился скандал, когда была опубликована информация, что сотрудники Общей службы безопасности «Шабак» убили двух палестинских террористов уже после их задержания.

## Теракт
12 апреля 1984 года автобус с пассажирами, следовавший по маршруту Тель-Авив — Ашкелон, по дороге из Тель-Авива был захвачен четырьмя террористами из палестинской группировки НФОП. Все террористы были из города Хан-Юнис в секторе Газа. Они требовали отпустить из тюрем 500 заключенных членов ООП в обмен на освобождение заложников. Они были вооружены ружьями и гранатами или по другим данным холодным оружием и пистолетами. По их требованию автобус проследовал по направлению к сектору Газа, по дороге боевики высадили беременную женщину, которая позвонила в полицию и передала информацию о захвате и требованиях террористов. Израильтяне опасались, что боевики, прикрываясь заложниками, будут прорываться в Египет, поэтому недалеко от города Дейр-эль-Балах в 6 милях от границы с Египтом израильские солдаты прострелили автобусу шины и он был остановлен. На место операции прибыли министр обороны Моше Аренс и начальник «Шабак» Авраам Шалом.
Израиль не пошёл на выполнение требований террористов, хотя и вёл с ними переговоры. Рано утром 13 апреля спецподразделение Сайерет Маткаль и Служба общей безопасности провели операцию по освобождению заложников. Военные взяли автобус штурмом, во время операции была убита одна из пассажирок — 20-летняя военнослужащая-медик Ирит Португез, один из пассажиров был легко ранен . Штурмом командовал будущий министр обороны тат-алуф Ицхак Мордехай.
По причине смерти Ирит Португез источники расходятся. По официальным данным Министерства обороны Израиля она была убита террористами. Журналист Георг Мордель утверждает, что один из палестинских боевиков зарубил её топором. Журналист Гиди Вайц пишет, что израильтянка была по ошибке застрелена солдатами.

## Расследование
Официально было объявлено, что все террористы были убиты в ходе операции и их трупы были предъявлены. Однако 15 апреля в газете «Хадашот», с ссылкой на Нью-Йорк Таймс, была опубликована информация, согласно которой двое из четверых террористов были взяты живыми. Это означало, что эти террористы были убиты уже после того, как их обезвредили.
Было начато расследование, первоначально сосредоточившееся на вопросах персональной ответственности за случившееся. По итогам расследования перед судом предстал командовавший операцией Ицхак Мордехай, но был признан невиновным.

## Результаты
27 апреля газета Хадашот в обход цензуры сообщила о работе следственной комиссии. После этого появилось распоряжение главного цензора о закрытии газеты. В ответ на это газета опубликовала фотографию, сделанную Алексом Либаком, на которой двое из четверых террористов видны взятыми живыми в плен сразу после операции. Скандал вышел из-под контроля. Это дело получило большой резонанс в Израиле и поставило вопрос о регулировании деятельности спецслужб.
В ноябре 1985 года три руководящих сотрудника «Шабак» — Рафи Малка, Реувен Хазак и Пелег Радаи потребовали, чтобы глава Шабак Авраам Шалом предал огласке подробности дела, либо немедленно подал в отставку. Шалом не принял ультиматум, а в отставку подали трое инициаторов.

## Последствия
18 мая 1986 года появилась информация, согласно которой приказ убить террористов после поимки отдал Авраам Шалом. Утверждалось также, что Шабак уничтожил документальные свидетельства по делу и фальсифицировал показания офицеров. Правительство было против начала расследования против руководства Шабак, прокуратура — «за»; в результате был принят компромисс: Авраам Шалом, его заместитель Реувен Хазак и ещё 13 сотрудников ушли в отставку, после чего Шалом и трое других высокопоставленных начальников Шабак обратились к президенту страны с просьбой о помиловании. Президент удовлетворил их просьбу; впоследствии таким же образом были помилованы ещё 7 сотрудников Шабак.
В 1996 году один из помилованных, Эхуд Ятом, начальник оперативного отдела «Шабак» и брат действовавшего директора «Моссад» Дани Ятома, признал, что был тем, кто лично убил двух террористов по приказу Авраама Шалома.